# 가시와정
가시와정(柏町)은 지바현의 북서부 히가시카쓰시카군에 속했던 정이다. 현재의 가시와시에 해당한다.

## 역사
- 1889년 4월 1일 - 정촌제 시행에 의해 지요다촌, 도요시키촌이 성립하였다.
- 1914년 10월 1일 - 조합을 해체하고 지요다촌, 도요시키촌의 구역을 가지고 지요다촌이 성립하였다.
- 1926년 9월 15일 - 정으로 승격해 가시와정이 되었다.
- 1954년 9월 1일 - 고가네정, 쓰치촌 및 다나카촌과 합병해 가시와시가 신설되었다.